# Akinator
Akinator é um jogo da internet. Consiste num gênio virtual que é capaz de adivinhar a personagem em que o jogador está pensando, seja ela real ou não, através de perguntas sobre suas características. O jogo está disponível para plataformas Android (gratuito), IOS (pago), Windows 10 Mobile (Pago) e através do site pt.akinator.com gratuitamente.

## História
Akinator  foi desenvolvido em 2007 por três programadores franceses (Jeff Deleau, Arnaud e Olivi), como uma versão mais interativa do jogo 20Q (twenty questions of my life), que adivinha o personagem em que o jogador está pensando através de vinte perguntas. Inicialmente, Akinator se popularizou em países como Israel e Alemanha, além da França, onde foi desenvolvido.

### Popularidade no Brasil
O jogo tornou-se popular no Brasil em novembro de 2008, como informa a ferramenta Google Trends, após aparecer no extinto programa Scrap MTV, como recomendação da apresentadora MariMoon. Em dezembro do mesmo ano, Akinator ganhou uma versão em língua portuguesa, aumentando mais ainda a popularidade entre os brasileiros e acessibilidade em todos os países de língua portuguesa, assim, se tornando um jogo famoso no Brasil.

## Versões traduzidas do jogo
Akinator.com possui versões em 15 línguas: alemão, árabe, chinês, coreano, espanhol, francês, hebraico, holandês, inglês, italiano, japonês, polonês, português, russo e turco.